# The Three Musketeers (1939)
The Three Musketeers (prt: Os Três Mosquiteiros; bra: Três Mosqueteiros por Engano) é um filme estadunidense de 1939, do gênero aventura cômico-histórico-musical, dirigido por Alan Dwan, com roteiro de M.M. Musselman, William A. Drake, Sam Hellman, Sid Kuller e Ray Golden baseado no romance Os Três Mosqueteiros (1844), de Alexandre Dumas.

## Produção
O título provisório do filme foi One for All. De acordo com registros da Twentieth Century-Fox, Amanda Duff foi considerada para o papel de Constance e Nigel De Brulier o de Richelieu.

## Elenco
- Don Ameche ...D'Artagnan
- Irmãos Ritz ...Os lacaios
- Binnie Barnes ...Milady De Winter
- Gloria Stuart ... rainha Anne
- Pauline Moore ...Lady Constance
- Joseph Schildkraut ... rei Luís 13
- John Carradine ...Naveau
- Lionel Atwill ...De Rochefort
- Miles Mander ... cardeal de Richelieu
- Douglass Dumbrille ...Athos
- John 'Dusty' King ...Aramis
- Russell Hicks ...Porthos
- Gregory Gaye ...Vitray
- Lester Matthews ... duque de Buckingham
- Egon Brecher ... Landlord
- Moroni Olsen ... meirinho
- Georges Renavent ... capitão Fageon
- C. Montague Shaw ... capitão do navio